# Aveley
Aveley est une ville anglaise située dans le comté de Essex, au Royaume-Uni. En 2011, sa population était de 7 986 habitants.

## Personnalités liées à la ville
- Mick Jackson (1943-), réalisateur et producteur, y est né ;
- William Parrott (1813-1869), peintre, y est né.